# طريق العليا
طريق العليا ، وهو أحد الطرق الرئيسية بمدينة الرياض، ويشكل مع طريق الملك فهد منطقة العصب المركزي لمدينة الرياض، وهذه المنطقة التي يقع فيها أشهر معالم الرياض: برج الفيصلية وبرج المملكة ومجمع الدكتور سليمان الحبيب الطبي، بعد تقاطع طريق العليا مع المعذر يتحول اسمه إلى شارع الملك فيصل الذي يمتد حتى الجنوب. 
ويتقاطع الطريق مع كل من الطرق التالية:
- طريق المعذر
- طريق خريص
- شارع الأمير سلطان بن عبد العزيز (الثلاثين)
- شارع الأمير محمد بن عبد العزيز (التحلية)
- شارع موسى بن نصير
- طريق العروبة
- شارع الأمير سلطان بن سلمان بن عبد العزيز
- طريق الملك عبد الله
- شارع الأمير نايف بن عبد العزيز
- طريق الإمام سعود بن عبد العزيز بن محمد
- شارع الأمير تركي بن عبد العزيز (الثاني)
- الطريق الدائري الشمالي
- ميدان بغداد، تقاطع طريق العليا مع طريق التخصصي
- شارع الأمير سلمان بن محمد بن سعود
- طريق الإمام سعود بن فيصل
- شارع محمد بن عبد العزيز الدغيثر (بدون إشارة مرورية)
- طريق أنس بن مالك
- شارع الفرعة (بدون إشارة مرورية)
- طريق الملك سلمان بن عبدالعزيز